# Мстислав Добужински
Мстислав Валеријанович Добужинскиј или Добужински (рус. Мстислав Валерианович Добужинский, литв. Mstislavas Dobužinskis; Новгород, 14. август 1875, – Њујорк, 20. новембар 1957) био је руски уметник. Познат је по градским пејзажима који преносе експлозивни раст и пропадање града са почетка 20. столећа.

## Заступљеност радова
Добужински је заступљен у следећим институцијама, између осталих: Третјаковска галерија, Москва; Позоришни музеј А. А. Бахрушина, Москва; Државни руски музеј, Санкт Петербург; Национална галерија Јерменије, Јереван; Државни музеј лепих уметности Ирбитa, Ирбит.